# Шайнинг
Шайнинг е шведска блек метъл група, създадена през 1996 г. от Никлас Кварфорт в Халмстад, Швеция. Музиката на групата съдържа депресивни тонове, които включват лична и самоубийствена тематика.
Името на групата не се отнася до книгата „Сияние“ или едноименния филм по нея, а по-скоро според Кварфорт означава „пътят към просветлението“. 

## Членове
- Niklas Kvaforth – китари, клавиши (1996 – ), вокали (2000 – ), бас (1996 – 2000)
- Peter Huss – китари (2005 – )
- Markus Hammarström – бас (2016 – )
- Frank Schilperoort – барабани (2019 – )

## Дискография
- Within Deep Dark Chambers (2000)
- Livets ändhållplats (2001)
- III – Angst, självdestruktivitetens emissarie (2002)
- IV – The Eerie Cold (2005)
- V – Halmstad (2007)
- VI – Klagopsalmer (2009)
- VII – Född förlorare (2011)
- Redefining Darkness (2012)
- IX – Everyone, Everything, Everywhere, Ends (2015)
- X – Varg Utan Flock (2018)
- Oppression MMXVIII (2020)